# Francesco Maurolico
Francesco Maurolico (grško Φραγκίσκος Μαυρόλυκος, latinizirano: Frangiskos Mavrolikos, latinsko Franciscus Maurolycus, Francisci Maurolyci), italijanski matematik, fizik, astronom, duhovnik in menih, * 16. september 1494, Messina, Kraljevina Sicilija (sedaj Italija), † 21. ali 22. julij 1575, Messina.
Maurolico se je rodil v grški družini. Študiral je klasična grška besedila in celo življenje raziskoval na področju geometrije, stožnic, mehanike, optike, glasbe in astronomije. Uredil je dela klasičnih avtorjev – med njimi Arhimeda, Apolonija, Avtolika, Teodozija, Serena in Menelaja. Zbral in tolmačil je Evklidove Elemente. Sestavljal je tudi lastne edinstvene razprave o matematiki in matematični znanosti.

## Življenje in delo
Rodil se je v družini z grškimi koreninami, ki je izvirala iz Kontantinopla Naselila se je v tem sicilijanskem mestu po padcu Konstantinopla leta 1453. Nedavne raziskave nakazujejo, da se je njegova družina naselila v Messini proti kocu 14. stoletja. Maurolico je prejel solidno izobrazbo. Njegov oče Antonio je bil zdravnik in je študiral pri znanem helenističnem učenjaku Constantineu Lascarisu in kasneje postal predstojnik messinske kovnice denarja. Maurolicova družina je imela zunaj mesta vilo.
Leta 1521 je Maurolico prejel ordinacijo. V letu 1550 je vstopil v benediktinski red in postal menih v samostanu Santa Maria del Parto à Castelbuono. Dve leti kasneje je bil posvečen v opata v Cattedrale San Nicolò di Messina.
Tudi on je kakor oče postal predstojnik messinske kovnice denarja in nekaj časa vodil vzdrževanje fortifikacij mesta v imenu Karla V. Habsburškega. Maurolico je poučeval dva sinova Karlovega namestnika na Siciliji Juana de Vege. Podpirali so ga mnogi bogati in vplivni možje. Dopisoval si je tudi z učenjaki, kot sta bila Clavius in Federico Commandino. Med letoma 1548 in 1550 je bival na gradu Pollina na Siciliji kot gost markiza Giovannija II. Ventimiglie in izkoristil stolp gradu za astronomska opazovanja.
Med drugim je opazoval pojav supernove v ozvezdju Kasiopeje leta 1572. Tycho Brahe je objavil podrobnosti svojih opazovanj leta 1574
– supernova je sedaj znana tudi kot Tychova supernova.
Leta 1569 so Maurolica imenovali za profesorja na Univerzi v Messini.

## Izbrana dela
- Maurolicovi deli Photismi de lumine et umbra in Diaphana obravnavata lom svetlobe in sta poskušali pojasniti naravni pojav mavrice. Raziskoval je tudi camero obscuro. Photismi so bili zaključeni leta 1521, prvi del dela Diaphana leta 1523, drugi in tretji del leta 1552, vsa snov pa je bila objavljena šele po njegovi smrti leta 1611.
- njegovo delo Arithmeticorum libri duo (1575) vsenuje prvi znani dokaz z matematično indukcijo.[15]
- njegovo delo De momentis aequalibus  (končano leta 1548, prvič objavljeno šele leta 1685) je poskušalo izračunati baricenter različnih teles (piramide, paraboloida, itd.).
- v svojem delu Sicanicarum rerum compendium je predstavil zgodovino Sicilije in vključil avtobiografske podrobnosti. Delo so mu naročili, leta 1553 mu je messinski senat odobril plačo 100 zlatnikov na leto za dve leti, tako da bi lahko končal to delo in svoja matematična dela.
- njegovo delo De Sphaera Liber Unus (1575) vsebuje goreč napad na Kopernikov heliocentrizem v katerem je Maurolico zapisal, da si je Kopernik »prislužil bič ali šibo božjo namesto ugleda.«[16]
- Maurolico je objavil delo Cosmographia v katerem je opisal metodologijo merjenja Zemlje, ki ga je kasneje izvšil Jean-Felix Picard z merjenjem dolžine poldnevniškega loka leta 1670.
- Maurolico je objavil izdajo Aristotelove Mehanike in delo o glasbi. Povzel je Orteliusov atlas Theatrum orbis terrarum in napisal tudi Grammatica rudimenta (1528) in De lineis horariis. Naredil je zemljevid Sicilije, ki je bil objavljen leta 1575.
- Maurolico je raziskoval antična besedila: Teodozija bitinskega, Menelaja aleksandrijskega, Avtolika pitanskega, Evklida, Apolonija pergejskega in Arhimeda. Ni naredil novih prevodov in je delal na obstoječih. Zagotovil je nove in solidne razlage starogrške matematike.

## Priznanja
Po njem se imenuje udarni krater Maurolicij (Maurolycus) na Luni.
V Messini se po njem imenuje šola.
Leta 2009 je italijansko Ministrstvo za kulturno dediščino odredilo ustanovite Narodne izdaje Maurolicovega matematičnega dela (Edizione nazionale dell'opera matematica di Francesco Maurolico).